# Ostrzeszów (gemeente)
De gemeente Ostrzeszów is een stad- en landgemeente in het Poolse woiwodschap Groot-Polen, in powiat Ostrzeszowski.
De zetel van de gemeente is in Ostrzeszów.
Op 30 juni 2004 telde de gemeente 23 115 inwoners.

## Oppervlakte gegevens
In 2002 bedroeg de totale oppervlakte van gemeente Ostrzeszów 187,49 km², waarvan:
- agrarisch gebied: 53%
- bossen: 39%

De gemeente beslaat 24,27% van de totale oppervlakte van de powiat.

## Demografie
Stand op 30 juni 2004:
| Omschrijving                   | Totaal | Totaal | Vrouwen | Vrouwen | Mannen | Mannen |
| ------------------------------ | ------ | ------ | ------- | ------- | ------ | ------ |
| eenheid                        | aantal | %      | aantal  | %       | aantal | %      |
| inwoners                       | 23 115 | 100    | 11 957  | 51,7    | 11 158 | 48,3   |
| bevolkingsdichtheid (inw./km²) | 123,3  | 123,3  | 63,8    | 63,8    | 59,5   | 59,5   |

In 2002 bedroeg het gemiddelde inkomen per inwoner 1236,68 zł.

## Administratieve plaatsen (sołectwo)
Bledzianów, Jesiona, Kochłowy, Korpysy, Kotowskie, Kozły, Marydół, Myje, Niedźwiedź, Olszyna, Ostrzeszów-Pustkowie (sołectwa: Pustkowie-Południe en Pustkowie-Północ), Rogaszyce, Rojów, Siedlików, Szklarka Myślniewska, Szklarka Przygodzicka, Turze, Zajączki.

## Aangrenzende gemeenten
Doruchów, Grabów nad Prosną, Kępno, Kobyla Góra, Mikstat, Przygodzice, Sośnie

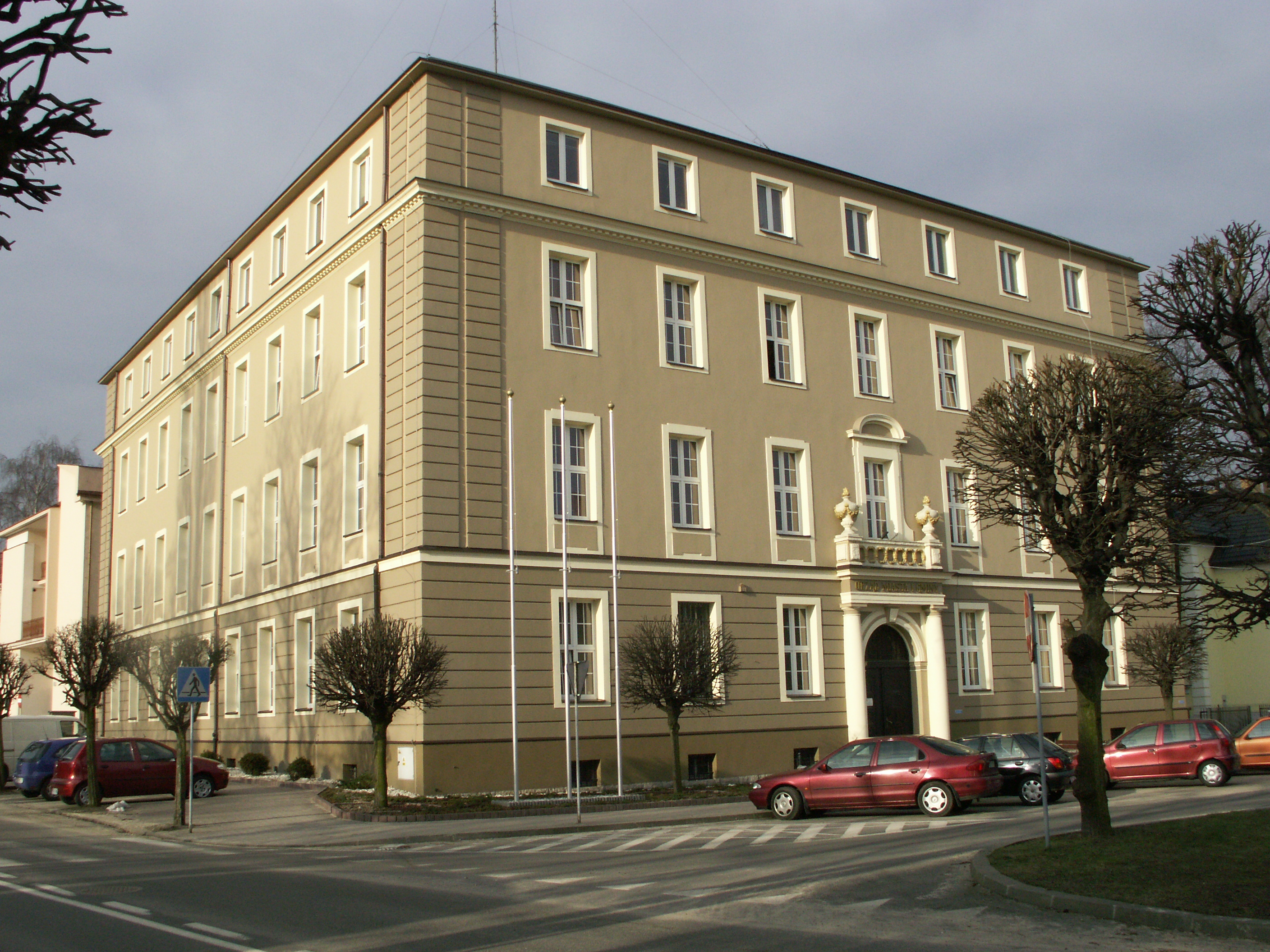